# Chiesa di San Bartolomeo (Morrona)
La chiesa di San Bartolomeo si trova a Morrona nel comune di Terricciola.

## Descrizione
La facciata mostra i segni dei rifacimenti ottocenteschi, così come l'interno, con l'insolita irregolare ampiezza delle due navate laterali, testimonianza degli ampliamenti della primitiva navata centrale. Restaurato negli anni Trenta, l'interno, malgrado le dimensioni ridotte, colpisce per la politezza delle forme.
Nella zona presbiteriale, rialzata e divisa dal resto dell'aula da due coppie di colonne, si conserva il Martirio di San Bartolomeo, di scuola toscana della prima metà del Settecento. La cupola e le volte centrali mostrano le decorazioni musive ottocentesche in parte coperte da successive imbiancature. Nella navata destra si trova la Madonna con Bambino e santi di scuola toscana del XVII secolo.